# Бєлоусов Валентин Олексійович
Валентин Олексійович Бєлоу́сов (нар. 23 грудня 1919, Волноваха — пом. 10 листопада 1976, Донецьк) — український радянський російськомовний письменник; член Спілки радянських письменників України з 1953 року.

## Біографія
Народився 23 грудня 1919 року на станції Волновасі (нині місто Донецької області, Україна). 1938 року закінчив механіко-металургійний технікум. Брав участь у німецько-радянській війні, під час якої закінчив офіцерські курси.
Працював у газетах «Социалистический Донбасс», «Радянська Донеччина», «Правда Украины», в обласному радіокомітеті, кореспондентом газети «Культура і життя». Помер у Донецьку 10 листопада 1976 року.

## Творчість
Писав російською мовою. Автор
романів
- «Голос жизни»/«Голос життя» (Сталино, 1952);
- «Город»/«Місто» (Донецьк, 1963);

повістей
- «Пути-дороги»/«Шляхи-дороги» (Сталіно, 1956);
- «Круг смелости»/«Коло сміливості» (Донецьк, 1962);
- «На околице дальней»/«На околиці дальній» (Донецьк, 1967);
- «Десятый»/«Десятий» (Донецьк, 1969).

Головні теми творчості — життя колгоспного села та повоєнного індустріального міста.